# Vydrica (râu)

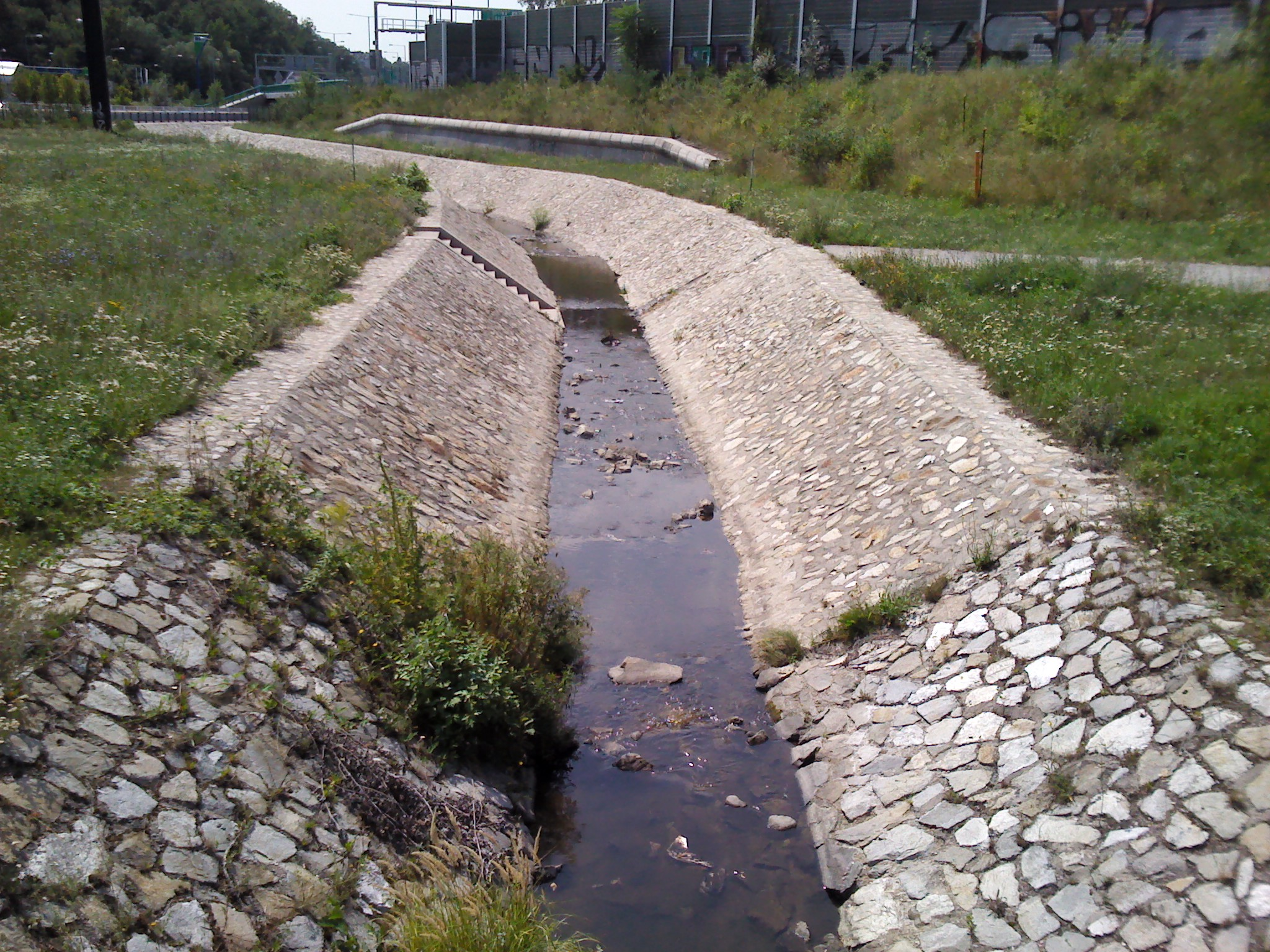
Vydrica la, aproape de Tunelul Sitina

Vydrica (în maghiară Vödric, în germană Weidritz) este un râu cu o lungime de 17 km din sud-vestul Slovaciei, care își are originea în Munții Carpații Mici la o atitudine de aproximativ 450 m. Râul Vydrica se varsă în Dunăre în zona capitalei Bratislava, lângă podul Lafranconi.
Râul Vydrica trece prin Parcul Forestier Bratislava (Bratislavský lesný park) și se varsă în Dunăre în cartierul Karlova Ves⁠(d). Unele localități de-a lungul râului fac parte din rețeaua ecologică de arii protejate Natura 2000. Este unul dintre puținele râuri din Slovacia care se varsă direct în Dunăre.

## Geografie
Vydrica își are izvorul în Biely kríž (Crucea Albă, lângă Rača, Bratislava⁠(d)) de sub vârful Malý Javorník, într-o zonă numită Dubové. 
Curge spre sud-vest prin Parcul Forestier Bratislava, unde colectează apele unui afluent necunoscut și alimentează două bazine de apă create de om. 
Se întoarce apoi spre vest pentru a creea patru meandre pe 2 kilometri din lungimea sa și aproape de cariera de sub muntele Hrubý vrch (la atitudinea de 394,0 m) se întoarce din nou spre sud.
Vydrica curge apoi în jurul muntelui Hrubý Drieňovec (la atitudinea de 396,7 m) și își colectează afluentul drept Bystrička când intră în zona Mlynská dolina superioară și curge prin Partizánska lúka (lunca partizană) și Železná studienka vecină (fântâna de fier), unde alimentează patru iazuri de pește. Această zonă a fost folosită la agrement și relaxare încă din secolul al XIX-lea.
Vydrica curge apoi în principal spre sud prin Patrónka⁠(d), Mlynská dolina inferioară până când se varsă în Dunăre lângă podul Lafranconi și Grădina Botanică a Universității Comenius.

## Floră și faună
Bazinul său hidrografic conține moluște rare și pe cale de dispariție.

## Galerie

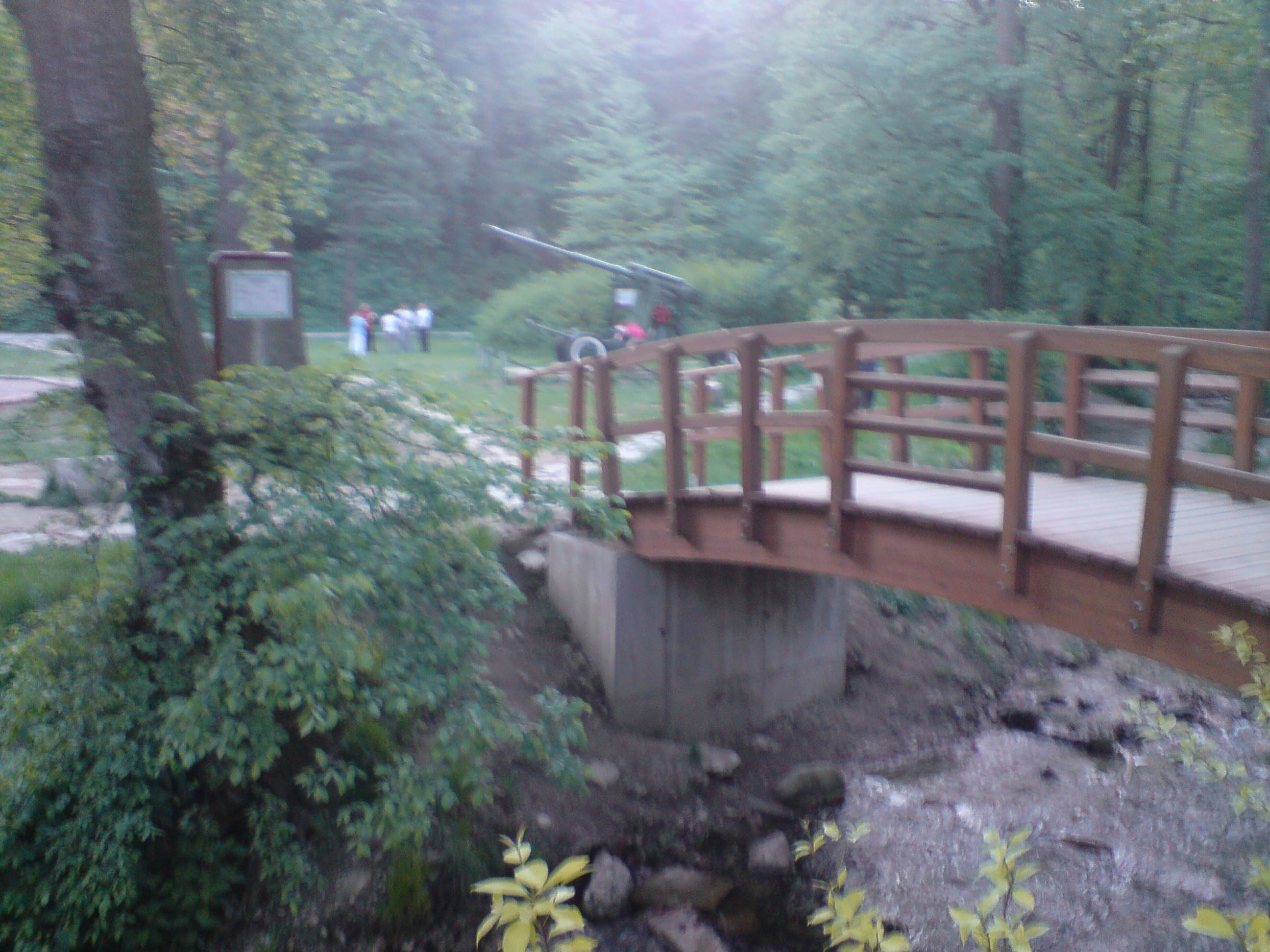
Un pod peste Vydrica la Železná studienka
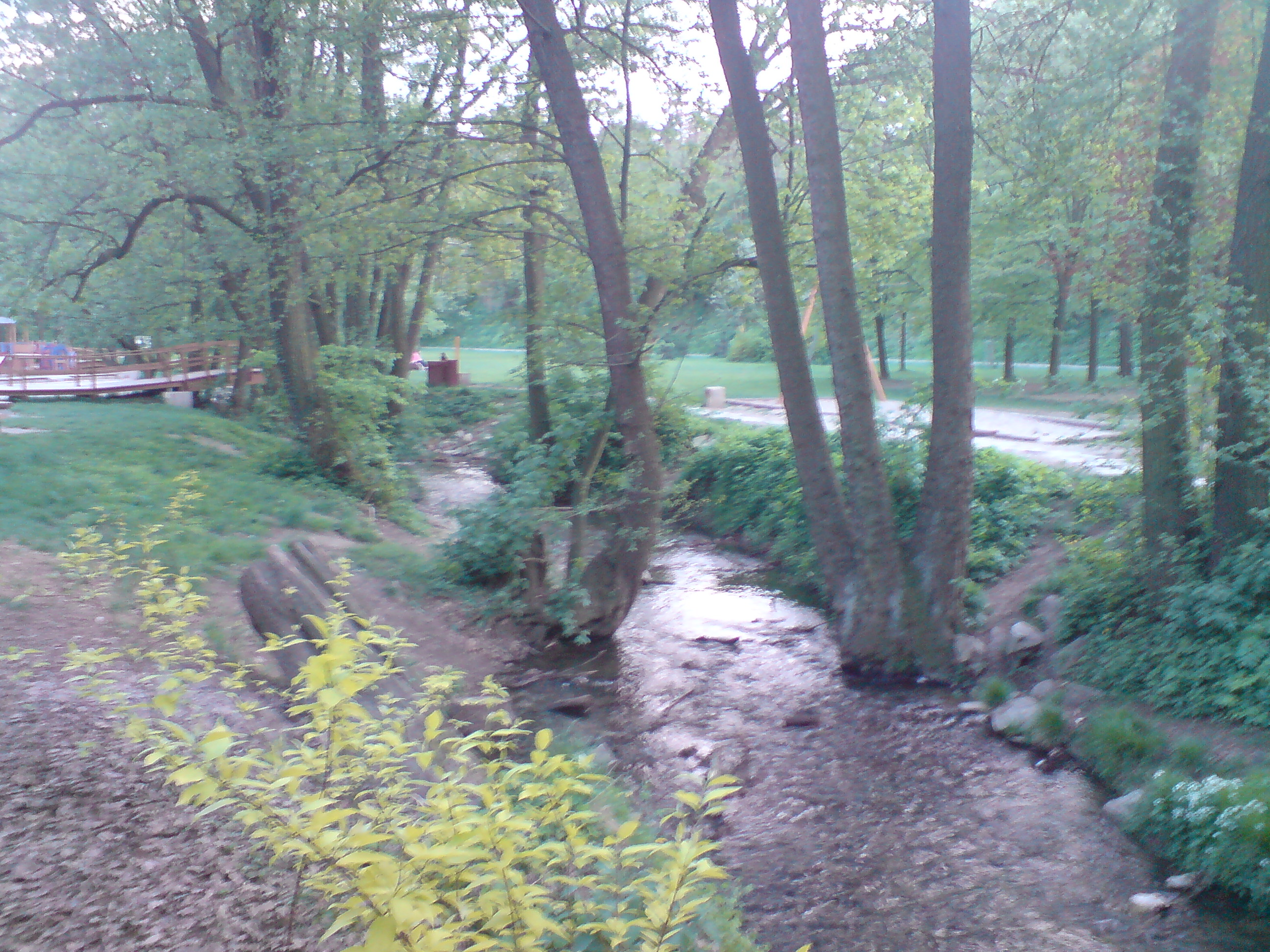
Vydrica curgând prin Železná studienka
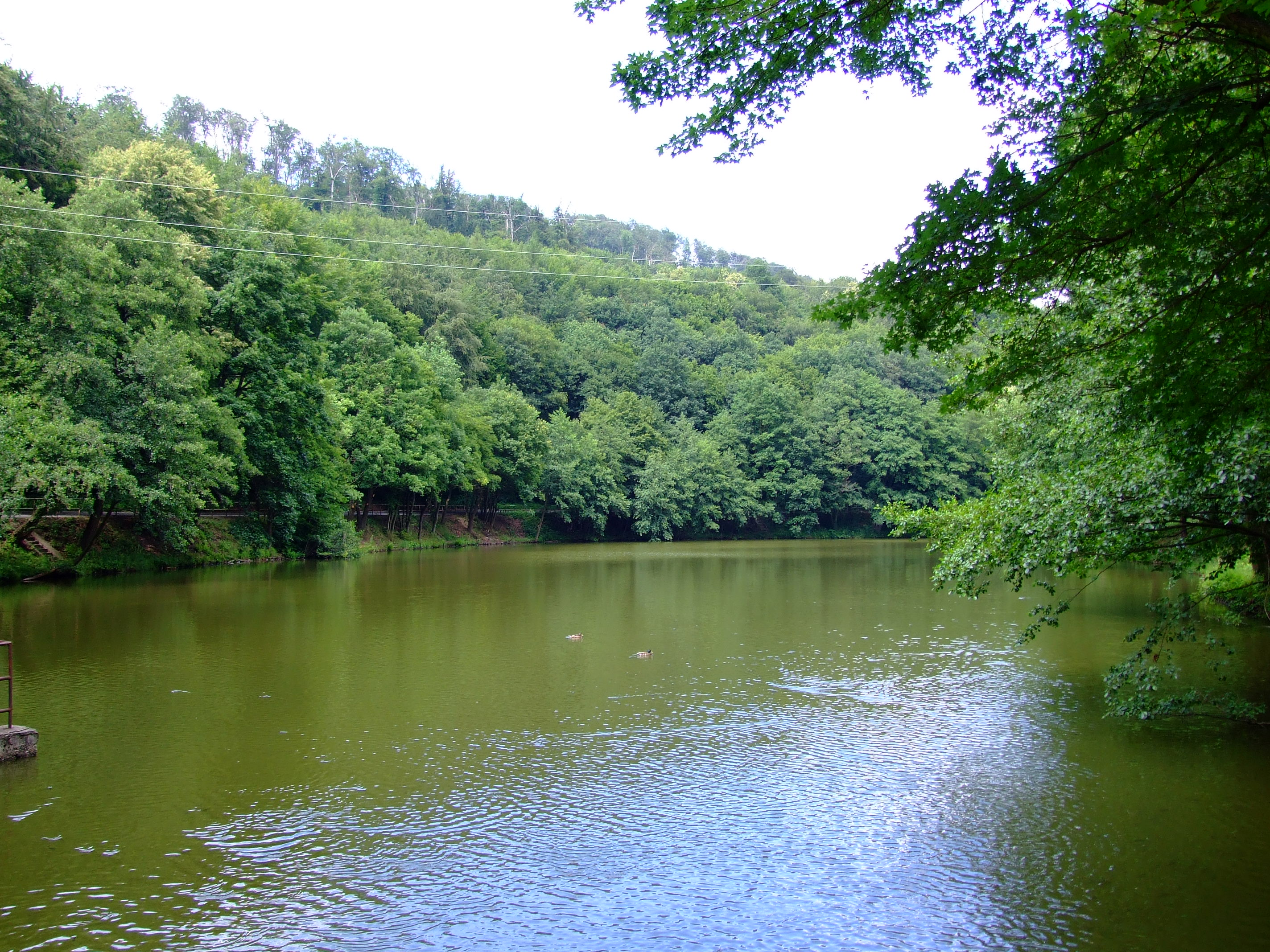
Unul dintre iazurile de pe Vydrica din Parcul Forestier Bratislava
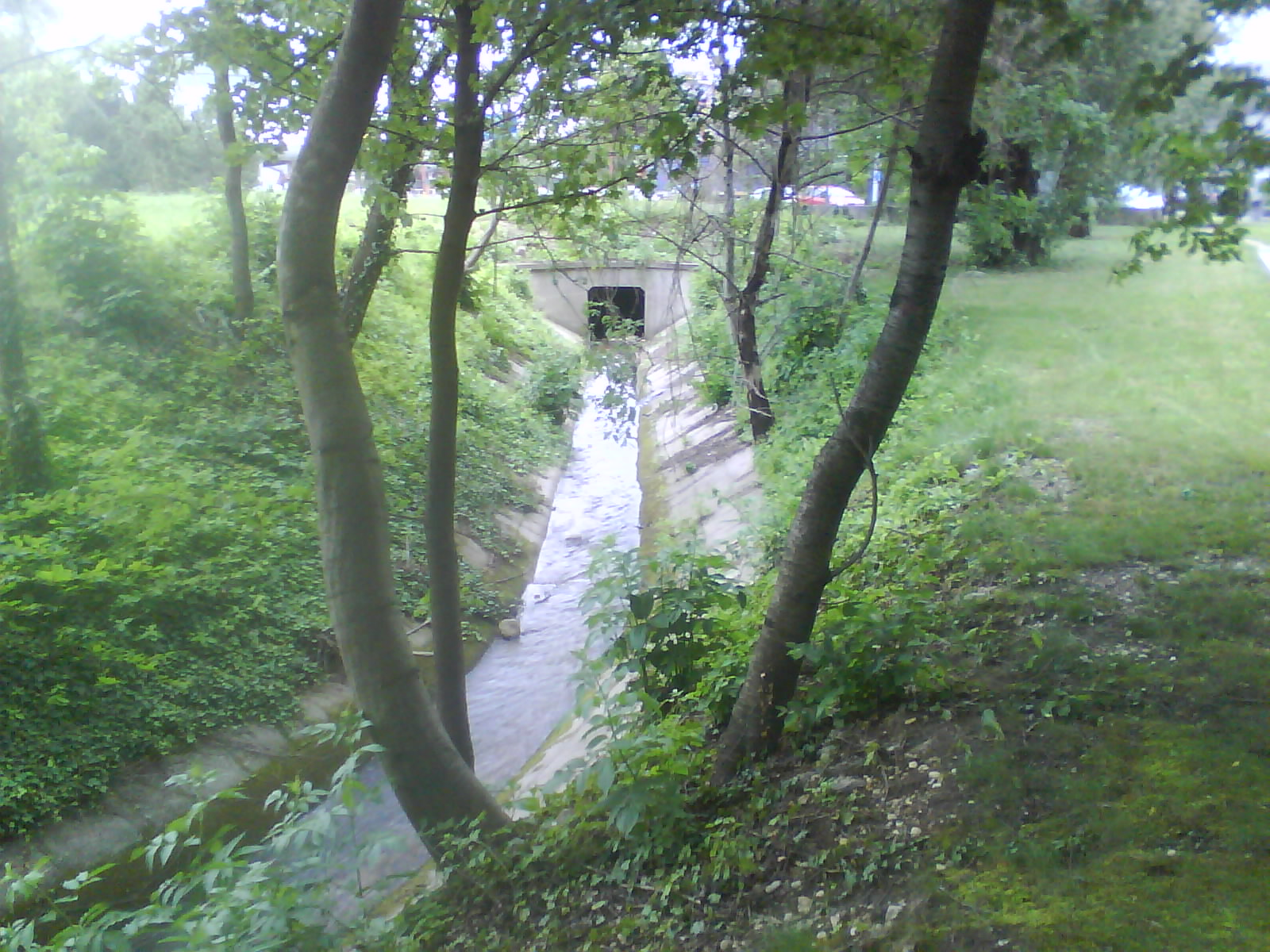
Vydrica la Patronka⁠(d)